# Hirokazu Goshi
Hirokazu Goshi (郷司 弘和 Goshi Hirokazu?), född 19 december 1966 i Shizuoka prefektur, är en japansk tidigare fotbollsspelare.
Goshi började sin karriär 1985 i Hitachi (Kashiwa Reysol). Han avslutade karriären 1995.